# Benjamin List
Benjamin List (Francoforte sul Meno, 11 gennaio 1968) è un chimico tedesco.
Il 6 ottobre 2021 gli viene assegnato il premio Nobel per la chimica, insieme allo statunitense David MacMillan, "per lo sviluppo dell'organocatalisi asimmetrica".